# Kritarki
Kritarki eller kritokrati (hebreiska: שופטים) är ett historiskt statsskick i det forntida Israel under domartiden, där makten utövades av judiska domare.
Styret utövades efter Josuas erövring av Kanaan, under tidsperioden för Domarboken i Gamla testamentet men före uppkomsten av det förenade kungariket Israel.
På grund av ordets sammansättning av grekiskans κριτής, krites ("domare") och ἄρχω, árkhō ("att styra") har användningen av ordet kommit att beteckna nutida styrelseformer också, såsom i Somalia.